# Neurolyga hastagera
Neurolyga hastagera är en tvåvingeart som först beskrevs av Boris Mamaev och Rozhnova 1982.  Neurolyga hastagera ingår i släktet Neurolyga och familjen gallmyggor. Inga underarter finns listade i Catalogue of Life.